# 에피프 벤 바드라
아피프 벤 바드라(프랑스어: Affif Ben Badra, 1960년 1월 1일 ~ )는 프랑스의 배우, 스턴트 배우이다. 투르에서 태어났다.

## 출연 작품
- 오토만 루테넌트 (2016년)
- 8 어쌔신 (2014년) - 샤칸 역
- 브라더후드 오브 티어스 (2013년)
- 인터섹션 (2013년) - 아웁 역
- 셜록 홈즈: 그림자 게임 (2011년) - 타마스 역
- 콜롬비아나 (2011년)
- 퍼블릭 에너미 넘버원 (2008년)
- 10,000 BC (2008년) - 워로드 역
- 더 독 (2005년)
- 도베르만 (1997년)